# Stauffenbergstraße
Die Stauffenbergstraße ist eine Straße des alten Tiergartenviertels in Berlin. Bis zum 20. Juli 1955 hieß sie Bendlerstraße. Von der Vorkriegsbebauung sind nur noch drei Gebäude erhalten.

## Baugeschichte

### Als Bendlerstraße
1835 erwarb der Ratsmaurermeister Johann Christoph Bendler das Gelände des in Konkurs gegangenen Vergnügungslokals „Elysium“ (Tiergartenstraße 10–13) und teilte es in 38 Parzellen auf. Die für die Anlage einer (schon im Bebauungsplan von 1828 als erste Verbindung zwischen Tiergartenstraße und Grabenstraße angedachten) Straße erforderliche Land überließ er dem preußischen Fiskus, der noch 1836 die Straße anlegen ließ, die dann 1837 den Namen Bendlerstraße erhielt.
Die Nummerierung begann ursprünglich an der Nord-Ost-Ecke und setzte sich dann im Uhrzeigersinn fort. 1878 erfolgte eine Neunummerierung gegen den Uhrzeigersinn, die bis heute gültig ist.
Die Bebauung begann 1836 mit der Errichtung von drei nebeneinanderliegenden Wohnhäusern im Auftrag von J.C. Bendler. Diese verkaufte er zwischen 1938 und 1941. 1843/1844 entstand in der Bendlerstraße 10 die Villa für den Oberamtmann Berr, dann stagnierte der Verkauf von Parzellen bis 1852. Es folgte dann intensive Bautätigkeit bis 1860, die sich abgeschwächt bis 1870 fortsetzte. Das Ergebnis war eine fast vollständige Bebauung der Straße.
In den nachfolgenden Jahrzehnten fanden eine Vielzahl von Umbauten, Erweiterungen oder auch Neubauten statt.
Im Zweiten Weltkrieg wurde die Bendlerstraße wie das ganze Tiergartenviertel schwer zerstört und die Ruinen mit wenigen Ausnahmen abgetragen.

### Als Stauffenbergstraße
Die Umbenennung in Stauffenbergstraße am 20. Juli 1955 markiert eine tiefgreifende Zäsur, da beinahe alle Gebäude nach dem Krieg neuerrichtet wurden und die Bezeichnung Bendlerstraße durch den Bendlerblock berüchtigt geworden war.

## Herausragende Bauten und Bewohner in der Zeit als Bendlerstraße (Nummerierung nach 1878)

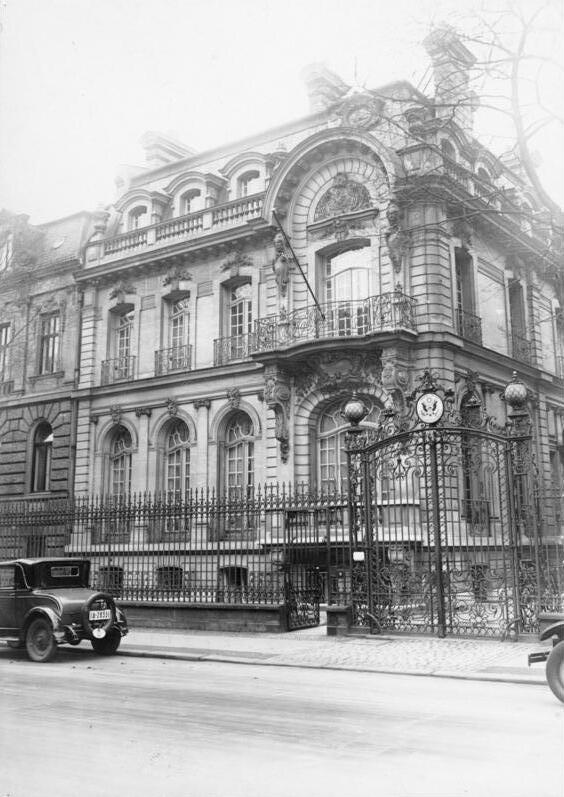
Außenaufnahme der Botschaft der Vereinigten Staaten in Berlin, Bendlerstrasse 39, 1928

- Bendlerstraße 6: Ein Gebäude von 1858 wurde abgerissen für den Bau der Villa Kretzer, 1906–1907 nach Entwürfen von Alfred Messel.[2]
- In der Bendlerstraße 7 wohnte ab 1870 der Verleger August Hirschwald und um 1910 der Verleger Otto Eysler, Gründer des Verlags Dr. Eysler & Co.
- In der Bendlerstraße 9 wohnte von 1889 bis 1892 der Maler Max Liebermann. Das Haus gehörte seinem Vetter Emil Rathenau.[3]
- Im Nachbarhaus Nr. 10 wohnte sein Bruder, der Historiker Felix Liebermann. Sein Atelier war zu dieser Zeit in der Königin-Augusta-Straße 19.
- In der Bendlerstraße 13 wohnte um 1905 der Internist Ernst von der Leyden.[4]
- Auf den Grundstücken Bendlerstraße 10–13 entstand um 1938 der sogenannte Bendlerblock nach Entwürfen des Architekten Wilhelm Kreis.
- In der Bendlerstraße 14 wurde zunächst 1856 ein dreigeschossiges Mietshaus errichtet, das 1887 mit Sgraffitos verziert wurde[5] und 1911 abgerissen wurde für den Bau des Ostflügels des Reichsmarineamts, fertiggestellt 1914.[6]
- In der Bendlerstraße 17–18 wohnte ab 1855 der Ägyptologe Karl Richard Lepsius in einer zweigeschossigen Villa (sogenannte Cas Lepsia), die 1881 für einen neogotischen Neubau abgerissen wurde.
- In der Bendlerstraße 19 stand ein Wohnhaus. Hier befand sich unter anderem die Privatklinik Hans Mackenrodt,[7] in der viele Berliner geboren wurden wie die Meinungsforscherin Elisabeth Noelle und der Ingenieur Dr.-Ing. Alfred Krückel. Ebenfalls wohnte zeitweilig der Architekt Friedrich August Wilhelm Strauch sowie eine Lehrerin namens l’Hiver.
- Auf den Grundstücken Bendlerstraße 23 bis 29 befand sich zunächst die Eisenfabrik Thomas, dann ab ca. 1880 verschiedene Wohngebäude, die Ende der 1920er Jahre abgerissen wurden für den Bau des heute noch bestehenden Shell-Hauses.
- In der Bendlerstraße 34 lebte ab 1899 der Architekt Walter Kyllmann in einem von ihm entworfenen Haus.
- Auf dem Grundstück Bendlerstraße 39 entstand 1894 ein Neubau im französischen Stil für den Bankier Hans v. Bleichröder. Von 1931 bis 1939 war das Haus Sitz der US-Botschaft.
- In der Bendlerstraße 41 entstand 1908 eine Villa für Paul von Gontard (Entwurf von Cremer & Wolffenstein), die heute noch erhalten ist als Sitz der Generaldirektion der Staatlichen Museen zu Berlin.
- In der Bendlerstraße 43 lebte um 1910 der Hotelbesitzer Lorenz Adlon.[8]

## Heutige Bebauung
(Einschließlich Eckgebäude mit anderer Adresse; Auswahl)
- Nr. 6: Ägyptische Botschaft in Berlin
- Nr. 12: Österreichische Botschaft in Berlin
- Nr. 13: Bendlerblock
- Reichpietschufer 60–62: Shell-Haus
- Ecke Sigismundstraße: Gemäldegalerie (Eingang:Johanna und Eduard Arnhold Platz)